# Ліхтенштейн на зимових Олімпійських іграх 2018
Ліхтенштейн на зимових Олімпійських іграх 2018, що проходили з 9 по 25 лютого 2018 у Пхьончхані (Південна Корея), був представлений 3 спортсменами в 2 видах спорту.

## Медалісти
| Медалі | Спортсмени    | Вид спорту          | Дисципліна          | Дата      |
| ------ | ------------- | ------------------- | ------------------- | --------- |
| Бронза | Тіна Вайратер | Гірськолижний спорт | супергігант (жінки) | 17 лютого |

## Спортсмени
| Вид спорту          | Чоловіки | Жінки | Всього |
| ------------------- | -------- | ----- | ------ |
| Гірськолижний спорт | 1        | 1     | 2      |
| Лижні перегони      | 1        | 1     | 2      |
| Усього              | 2        | 2     | 4      |

## Результати змагань

### Гірськолижний спорт
| Змагання         | Спортсмен      | Швидкісний спуск / 1 спуск | Швидкісний спуск / 1 спуск | Слалом/ 2 спуск | Слалом/ 2 спуск | Усього  | Місце | Відставання |
| Змагання         | Спортсмен      | Час                        | Місце                      | Час             | Місце           | Усього  | Місце | Відставання |
| ---------------- | -------------- | -------------------------- | -------------------------- | --------------- | --------------- | ------- | ----- | ----------- |
| швидкісний спуск | Марко Пфіффнер | не проводився              | не проводився              | не проводився   | не проводився   | 1:45,61 | 43    | +5,36       |
| супергігант      | Марко Пфіффнер | не проводився              | не проводився              | не проводився   | не проводився   | 1:28,57 | 36    | +4,13       |
| комбінація       | Марко Пфіффнер | 1:22,54                    | 44                         | DNF             | DNF             | -       | -     | -           |
| слалом           | Марко Пфіффнер | 51,09                      | 28                         | 52,22           | 24              | 1:43,31 | 25    | +4,32       |

| Змагання           | Спортсменка   | Швидкісний спуск / 1 спуск | Швидкісний спуск / 1 спуск | Слалом/ 2 спуск | Слалом/ 2 спуск | Усього  | Місце | Відставання |
| Змагання           | Спортсменка   | Час                        | Місце                      | Час             | Місце           | Усього  | Місце | Відставання |
| ------------------ | ------------- | -------------------------- | -------------------------- | --------------- | --------------- | ------- | ----- | ----------- |
| швидкісний спуск   | Тіна Вайратер | не проводився              | не проводився              | не проводився   | не проводився   | 1:39,85 | 4     | +0,63       |
| супергігант        | Тіна Вайратер | не проводився              | не проводився              | не проводився   | не проводився   | 1:21,22 | 3     | +0,11       |
| гігантський слалом | Тіна Вайратер | 1:14,08                    | 25                         | 1:10,14         | 17              | 2:24,22 | 22    | +4,20       |

### Лижні перегони
| Змагання             | Спортсмен     | Результат | Місце | Відставання |
| -------------------- | ------------- | --------- | ----- | ----------- |
| 15 км вільним стилем | Мартін Фогель | 36:57,0   | 52    | +3:13,1     |
| скіатлон 15+15 км    | Мартін Фогель | 1:26:08,2 | 59    | +9:48,2     |